# Уолтер Кутанский
Уолтер (Готье) Кутанский (фр. Gautier de Coutances, англ. Walter of Coutances; умер 16 ноября 1207) — англо-нормандский прелат, епископ Линкольна в 1183—1184 годах, архиепископ Руана с 1184 года, главный юстициарий Англии в 1191—1193 годах. Уолтер начал королевскую службу при английском короле Генрихе II, выполняя обязанности вице-канцлера. После вступления на престол Ричарда I Львиное Сердце оправдал его восстание против отца и помазал герцогом Нормандии. Вместе с ним отправился в Третий крестовый поход, добравшись до Сицилии, но после полученных из Англии известий о конфликте между юстициарием Уильямом де Лоншаном, которого Ричард оставил для управления королевством, и королевским братом Джоном (будущего короля Иоанна Безземельного), король отправил Уолтера обратно в Англию для урегулирования. Ему удалось обеспечить мир, но дальнейшие действия Лоншана привели к его смещению с поста юстициария и изгнанию из Англии, а новым юстициарием фактически стал Уолтер. На этой должности он оставался до конца 1193 года, когда был вызван в Германию, где в плену находился Ричард I. Там он остался заложником вместо короля, освобожденного в феврале 1194 года, гарантируя выплату последней части выкупа.
После возвращения из Германии Уолтер не принимал участия в управлении Англией, сосредоточившись на нормандских делах. Там у него возник конфликт с Ричардом, который начал строить на архиепископской земле замок Шато-Гайар, но в конце-концов разногласия были улажены, а архиепископ обменял спорную территорию на 2 поместья и порт. После смерти Ричарда Уолтер признал герцогом Иоанна Безземельного, но после утраты последним в 1204 году контроля над Нормандией не стал сопротивляться правительству французскому королю Филиппу II Августу, хотя полный мир с ним заключил только в марте 1207 года.

## Ранняя биография
Уолтер родился в Корнуолле. Его семья была, вероятно, нормандского происхождения, родителей Уолтера звали Рейнфрид и Гонилла. У него был брат, Роджер Фиц-Рейнфрид, который служил при королевском дворе и, вероятно, что именно он привёл Уолтера на королевскую службу. К тому моменту юноша носил звание магистра, образование он получил, скорее всего, в Париже. Один из современников Уолтера, Гиральд Камбрийский, описывал того как истинно-верующего, преуспевшего в светских и придворных делах. Не позже 1169 года Уолтер был каноником Руанского собора, а в 1177 году стал его казначеем. В то же время он получал и назначения в Англии: в 1173 или 1174 году стал архидиаконом в Оксфорде. Тогда же Уолтер был королевским клерком, кроме того, Ральф де Варневиль, занимавший пост канцлера Англии, сделал его вице-канцлером.
Какое-то время Уолтер входил в домашнее хозяйство Генриха Молодого короля, старшего сына и наследника Генриха II Плантагенета, но к моменту восстания сыновей английского монарха против отца 1173—1174 года он вернулся в домашнее хозяйство короля Англии. В 1176 и 1177 годах он выполнял дипломатические поручения, путешествуя ко дворам графа Фландрии Филиппа Эльзасского и короля Англии Людовика VII, а затем в качестве опекуна короны управлял оставшимися без правителей аббатствами Уилтон и Рэмси, а также феодальной баронией Арундел.